# Comocladia gilgiana
Comocladia gilgiana là một loài thực vật có hoa trong họ Đào lộn hột. Loài này được Helwig mô tả khoa học đầu tiên năm 1929.